# 茱莉·曼戴
茱莉·安·曼戴（英語：Julie Anne Munday，1967年—），是一名已退役英格蘭女子羽球運動員。
茱莉·曼戴於1986年和1987年在英格蘭獲得全國青少年冠軍，隨後在1987年的歐洲青少年錦標賽上獲得銀牌。1988年，她與尼克·龐廷一起贏得愛爾蘭羽球公開賽混合雙打冠軍。同年，她與吉莉安·克拉克一起贏得歐洲羽球錦標賽女子雙打亞軍。1989年，兩人又一起贏得日本羽球公開賽女子雙打冠軍。